# نوكيا C2-01
نوكيا C2-01 (بالإنجليزية: Nokia C2-01) هو هاتف من نوكيا يعمل بنظام سيمبيان، أعلن عنه في نوفمبر 2010 ونزل في الأسواق في مارس 2011.

## الخصائص
| الشبكة                                      | الشبكة                                                             |
| ------------------------------------------- | ------------------------------------------------------------------ |
| الجيل الثانى                                | GSM 850 / 900 / 1800 / 1900                                        |
| الجيل الثالث                                | UMTS 850 / 1900 / 2100 - UMTS 900 / 2100 / 1900                    |
| شريحة الاتصال                               | Mini-SIM                                                           |
| تاريخ الصنع                                 |                                                                    |
| أعلن                                        | 2010، نوفمبر                                                       |
| تاريخ نزوله الاسواق                         | 2011، مارس                                                         |
| الأبعاد                                     |                                                                    |
| ابعاد الموبايل                              | 109,8 × 46.9 × 15.3 ملم                                            |
| الوزن                                       | 89 جرام                                                            |
| الشاشة                                      |                                                                    |
| النوع                                       | 256 الف لون - TFT                                                  |
| الحجم                                       | 240 × 320 بكسل، 2.0 بوصة                                           |
| كثافة                                       | (~ 200 - نقطة في البوصة الكثافة بكسل)                              |
| الكاميرا                                    |                                                                    |
| الكاميرا الأساسية (الخلفية)                 | 3.15 ميجا، 2048x1536 بكسل                                          |
| الفديو                                      | يدعم، QVGA@15fps                                                   |
| الذاكرة                                     |                                                                    |
| فتحة البطاقة (Card slot)                    | microSD حتى 16 جيجا بايت                                           |
| الذاكرة الداخلية                            | 43 ميجا للتخزين 64 ميجا رام، 128 روم                               |
| البيانات                                    |                                                                    |
| جى بى آر إس GPRS                            | فئة 32                                                             |
| سرعة انترنت الجيل الثانى (إي دي جي إي EDGE) | فئة 32                                                             |
| الشبكات المحلية اللاسلكية (WLAN)            | لا يدعم                                                            |
| السرعة                                      | يدعم، 384 كيلو بايت في الثانية                                     |
| البلوتوث                                    | يدعم، v2.1 مع A2DP، EDR                                            |
| يو اس بي                                    | يدعم، microUSB v2.0                                                |
| مواصفات آخرى                                |                                                                    |
| سعة دليل الهاتف                             | 2000 اسم، صورة المتصل                                              |
| تصفح الانترنت                               | WAP 2.0/xHTML, HTML, Adobe Flash Lite                              |
| الراديو                                     | راديو FM ستيريو مع RDS                                             |
| العاب                                       | يدعم                                                               |
| GPS                                         | يدعم                                                               |
| Java                                        | يدعم، MIDP 2.1                                                     |
| الألوان المتاحة                             | الأسود والفضي الدافئ، أبيض                                         |
| البطارية                                    |                                                                    |
| النوع                                       | بطارية ليثيوم أيون ماه 1020 (BL-5C)                                |
| فى حالة عدم الاستخدام (وضع الإستعداد)       | يصل إلى 396 ساعة (2G) / يصل إلى 456 ساعة (3G)                      |
| فى حالة استخدامة في المكالمات (وضع التحدث)  | ما يصل إلى 8 ساعات 40 دقيقة (2G) / يصل إلى 4 ساعات و 30 دقيقة (3G) |
| فى حالة استخدامة في تشغيل الموسيقى          | ما يصل إلى 34 ساعة                                                 |